# Ryakugo
 (juillet 2025).
Si vous disposez d'ouvrages ou d'articles de référence ou si vous connaissez des sites web de qualité traitant du thème abordé ici, merci de compléter l'article en donnant les références utiles à sa vérifiabilité et en les liant à la section « Notes et références ».
Le ryakugo (略語) est le mot désignant l'abréviation en japonais.
Ce mot vient de ryaku (略), « abréviation », et go (語), « langage ou mot ». Il peut s'agir soit de sigles (par exemple, ASEAN), soit d'un mot créé à partir de plusieurs mots (souvent de langue étrangère, mais pas toujours). Les ryakugo s'écrivent la plupart du temps en katakana.
Le ryakugo est assez répandu dans la langue japonaise, et il est très à la mode chez les jeunes et dans les techniques de pointe.
Quelques exemples :
| Ryakugo                | Mot                                                 | Signification                                       |
| ---------------------- | --------------------------------------------------- | --------------------------------------------------- |
| Jūkinetto (住基ネット) | Jūminkihondaichō Network (住民基本台帳ネットワーク) | Réseau d'information administratif                  |
| Depāto (デパート)      | Department store (デパートメントストア)             | Grand magasin                                       |
| Pasokon (パソコン)     | Personal computer (パーソナルコンピューター)        | Ordinateur personnel                                |
| Rimokon (リモコン)     | Remote control (リモートコントロール)               | Télécommande                                        |
| Dejikame (デジカメ)    | Digital camera (デジタルカメラ)                     | Appareil photo numérique                            |
| Meado (メアド)         | Mail Address (メールアドレス)                       | Adresse électronique                                |
| Famicom (ファミコン)   | Family computer (ファミリーコンピューター)          | Ordinateur familial (nom d'une console de Nintendo) |
| Pokémon (ポケモン)     | Pocket monsters (ポケットモンスター)                | Monstres de poche (nom d'une série de jeux vidéo)   |
| Akeome (あけおめ)      | Akemashite omedetō (明けましておめでとう)           | Bonne année !                                       |
| Tōdai (東大)           | Tokyo Daigaku (東京大学)                            | Université de Tokyo                                 |
| Drak ou Draque         | Dragon Quest (ドラゴンクエスト)                     | Jeu vidéo                                           |